# スーザン・ヒル
スーザン・ヒル CBE（Susan Hill, CBE,、1942年2月5日 - ）は、イギリスのフィクションおよびノンフィクション作家。ヨークシャー州のスカボローで生まれた。キングス・カレッジ・ロンドン在学中から執筆を開始。地方紙の編集などの仕事を経て、1968年から本格的な執筆活動を開始。1975年にシェイクスピア学者の夫と結婚し、ストラトフォード・アポン・エイヴォンに住む。1977年に長女が誕生。翌年にオックスフォード近郊の村に移住し、それまで住んでいたイギリス各地の様子をオックスフォードのひとつの村に場所を置き換えてエッセイ風に綴った"The Magic Apple Tree"（邦題『イングランド田園讃歌』）を発表した。
30代後半になって三度の流産を繰り返し、次に生まれた女児も早産で2ヵ月後に死亡する。1985年に三女を出産し、現在は2児の母である。この間の苦悩や葛藤、そして彼女自身の生い立ち書いた『私は産む -愛と喪失の四年間』（"Family"）は、イギリス国内で反響を呼んだ。現在はコッツウォルズ在住で、自らの出版社を設立し、年に1作のペースで小説を出版している。
2012年、長年にわたる文学への功績が認められ、大英帝国勲章を受賞した。

## 邦訳された主な作品
- "I'm the King of the Castle"（1970年） - 『ぼくはお城の王様だ』高儀進訳 1976年 角川書店、『罪深き天使たち』 1990年 角川書店
　幸田敦子訳 2002年　講談社、「城の王」講談社文庫 2018年 - 1971年サマセット・モーム賞受賞。
- "Strange Meeting"（1971年）- 『奇妙な出会い』高儀進訳 角川文庫 1977年
- "The Bird of Night"（1972年）- 『スーザンヒル選集 1 君を守って』今泉瑞枝訳　ヤマダメディカルシェアリング創流社 1999年
- "In the Springtime of the Year"（1973年）- 『スーザンヒル選集 2 その年の春に』近藤いね子訳　ヤマダメディカルシェアリング創流社 2000年
- "The Magic Apple Tree"（1982年） - 『イングランド田園讃歌』幸田敦子訳　晶文社　1996年
- "The Woman in Black"（1983年） - 『黒衣の女』河野一郎訳　早川書房・ハヤカワ文庫NV　1987年
　映画『ウーマン・イン・ブラック 亡霊の館』で改版『黒衣の女－ある亡霊の物語』同、2012年
- "Through the Kitchen Window"（1984年） - 『キッチンの窓から』ウィルヘルム菊江訳　1992年　西村書店
- "Through the Garden Gate"（1986年） - 『庭の小道から』新倉せいこ訳　1992年　西村書店
- "Shakespeare Country"（1987年）- 『シェイクスピア・カントリー』 佐治多嘉子・谷上れい子訳　2001年 南雲堂
- "Lanterns Across the Snow"（1987年）- 『雪のかなたに』野の水生訳 2004年　パロル舎
- "Family"（1989年） - 『私は産む -愛と喪失の四年間-』幸田敦子訳　1999年　河出書房新社
- "The Glass Angels"（1991年）　－　『ガラスの天使』野の水生訳 2004年　パロル舎
- "The Various Haunts of Men"（2008年） - 『丘』加藤洋子 訳  2014年　ヴィレッジブックス 上・下